# Liste de tribus et confédérations amazighes
 (juin 2023).
- Si vous ne connaissez pas le sujet, laissez ce bandeau (vous pouvez alors contacter les auteurs).
- Si vous supprimez le contenu mis en cause (vous pouvez préalablement contacter les auteurs),

argumentez précisément cette suppression dans la page de discussion
(un manque de référence n'est pas un argument ; une recherche réelle de référence doit avoir été effectuée, être formellement documentée).
Liste des tribus et confédérations amazighes. Il y a ... tribus et confédérations dans cette liste.
- Haut – A
- B
- C
- D
- E
- F
- G
- H
- I
- J
- K
- L
- M
- N
- O
- P
- Q
- R
- S
- T
- U
- V
- W
- X
- Y
- Z

## A
- Ait Abbas
- Aït Akerma
- Aït Aïssi
- Ait Atta
- Aït Baâmrane
- Ait Djennad
- Aït Fraoussen
- Aït Ghobri
- Ait Hdiddou
- Aït Idjer
- Aït Imloul
- Aït Iraten
- Aït Iznassen
- Aït Oulichek
- Aït Ouriaghel
- Aït Oussammer
- Aït Seghrouchen
- Aït Soukhmane
- Aït Touzine
- Aït Willoul
- Aït Yafelman
- Amanouz

## B
- Bavares
- Béni-Snassen

## F
- Fraichiches

## I
- Ida ou Semlal
- Ida Oultite
- Iflissen Lebhar
- Iflissen Umellil
- Ihahan
- Ikebdanen
- Iqerʿiyen
- Igzennayen

## T
- Tehenou
- Temehou
- Tekna

## Z
- Zaër

- Haut – A
- B
- C
- D
- E
- F
- G
- H
- I
- J
- K
- L
- M
- N
- O
- P
- Q
- R
- S
- T
- U
- V
- W
- X
- Y
- Z